# Henri Luc
Henri Luc (* 6. Januar 1855 in Saint-Omer; † 25. September 1925 in Paris) war ein französischer Laryngologe. Nach ihm und George Walter Caldwell ist die Caldwell-Luc-Operation benannt, die unabhängig voneinander die Radikaloperation der Kieferhöhle nach Eröffnung von der Fossa canina aus beschrieben haben. Jahrzehntelang war sie die Standardoperation der Kieferhöhlenchirurgie.

## Leben
Bereits als Medizinstudent an der Université Lille Nord de France wurde Henri Luc im Jahre 1875 im Alter von 20 Jahren Prosektor. Er setzte sein Studium in Paris fort und promovierte 1884. Er wandte sich dann der Hals-Nasen-Ohrenheilkunde zu und ging für weitere Studien unter Adam Politzer und Leopold Schrötter von Kristelli nach Wien. Adam Politzer, der erste Professor für Ohrenheilkunde weltweit, zog eine große Zahl von Ärzten für ihre postgraduale Ausbildung an.

## Forschung
Er ging zurück nach Paris und gründete eine Praxis. Er erforschte die Beziehungen zwischen Entzündungen der Nase und der Ohren und entwickelt zahlreiche chirurgische Instrumente. Luc war ein Pionier der modernen Ohrchirurgie.
Ein Schwerpunkt seiner Arbeit war die Behandlung der Sinusitis maxillaris und der Entzündungen der Stirnhöhlen. Später ging er nach London und beschrieb Im Jahr 1895 eine operative Methode zur Punktion von Stirnhöhlen mit nachfolgender Drainage zur Nase über den Sinus ethmoidalis. Im Jahre 1894 veröffentlichte Henri Luc seine Operationstechnik des Sinus maxillaris. Luc wird allgemein als der Vater der französischen Oto-Rhinologie bezeichnet.

## Veröffentlichungen
- Henri Luc: Leçons sur les suppurations de l’oreille moyenne et des cavités accessoires des fosses nasales (1900)